# My Morning Jacket

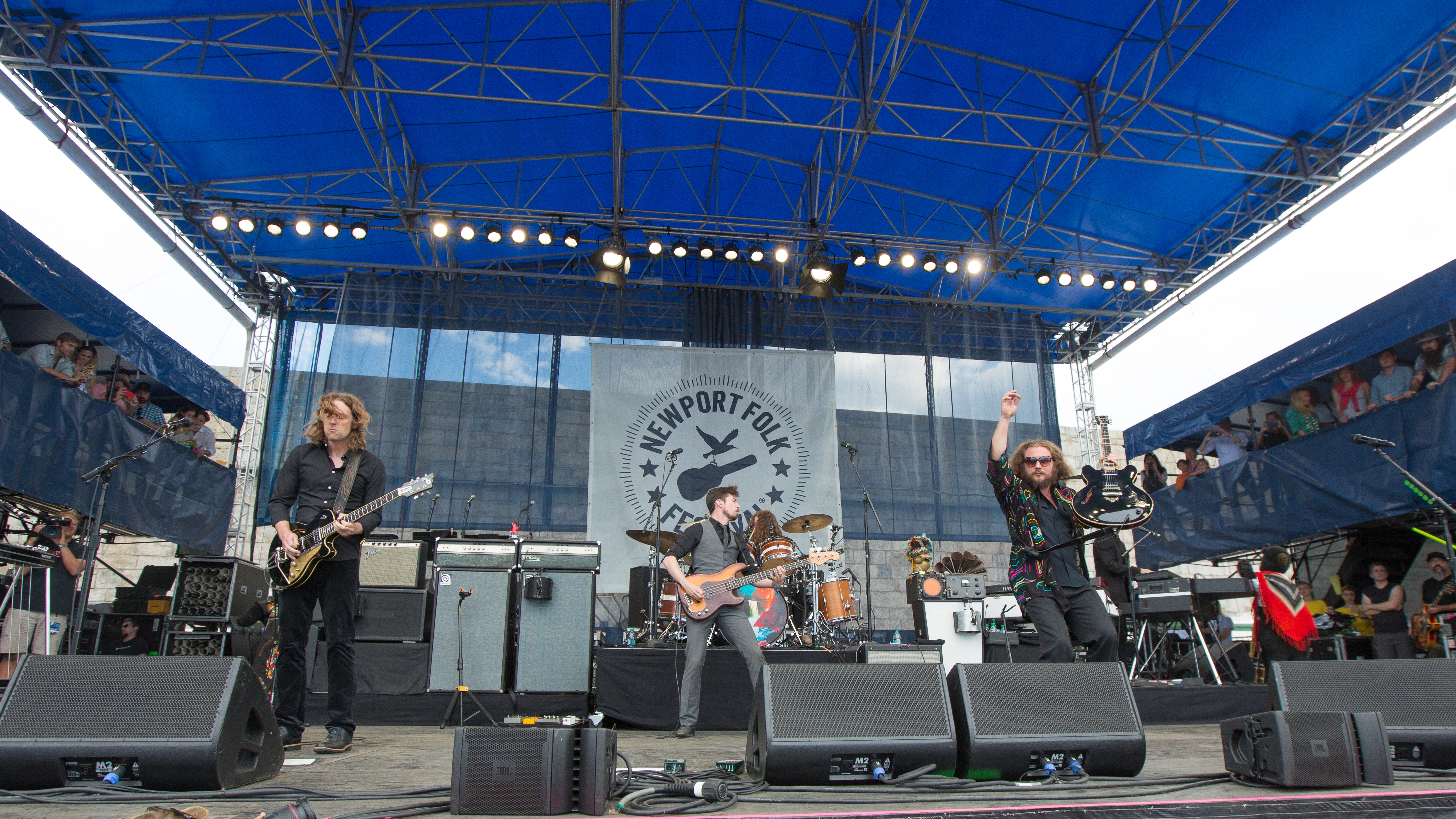
My Morning Jacket på Newport Folk Festival 2015.

My Morning Jacket är ett amerikanskt rockband, bildat 1998 i Louisville, Kentucky. Gruppens frontman är sångaren och gitarristen Jim James.

## Historia
Utöver James bestod My Morning Jacket ursprungligen av gitarristen Johnny Quaid, basisten Two-Tone Tommy och trummisen J. Glenn. 1999 gav de ut debutalbumet The Tennessee Fire på skivbolaget Darla Records. Året därpå anslöt keyboardisten Danny Cash och gruppen gav ut albumet At Dawn, efter vilket J. Glenn hoppade av och ersattes av KC Guetig. På nästa album, It Still Moves (2003), hade dock Patrick Hallahan, en barndomsvän till James, tagit över trummorna. Gruppen hade nu också bytt skivbolag till ATO Records. Albumet hyllades av kritiker men Quaid och Cash beslöt i januari 2004 att lämna gruppen och in klev istället Bo Koster (keyboards) och Carl Broemel (gitarr).
I maj 2004 gavs live-EP:n Acoustic Citsuoca ut. Noterbart var avsaknaden av reverb på James sång, något som varit kännetecknande för gruppens musik på tidigare utgåvor. Nästa album, Z, släpptes 2005, producerat av John Leckie.
Under 2006 agerade My Morning Jacket förband till Pearl Jam under deras europaturné. Samma år släpptes även dubbellivealbumet Okonokos.
I juni 2008 kom bandets femte album, Evil Urges.
My Morning Jacket har besökt Sverige vid tre tillfällen, i november 2003, november 2011 och på Peace & Love-festivalen 2012. Bandet skulle även ha spelat i Sverige 2005 och 2008, men ställde in på grund av sjukdom respektive ett armbrott.
År 2009 tog bandet en paus för att vila upp sig. 2011 släppte de Circuital, deras sjätte album. 2015 kom The Waterfall som följdes upp av [./Https://en.wikipedia.org/wiki/The%20Waterfall%20II The Waterfall II] (2020). 

## Diskografi

### Studioalbum
- 1999 – The Tennessee Fire
- 2001 – At Dawn
- 2003 – It Still Moves
- 2005 – Z
- 2008 – Evil Urges
- 2011 – Circuital
- 2015 – The Waterfall
- 2020 – The Waterfall II
- 2021 – My Morning Jacket

### Samlingsalbum
- 2004 – Early Recordings: Chapter 1: The Sandworm Cometh
- 2004 – Early Recordings: Chapter 2: Learning
- 2007 – At Dawn/Tennessee Fire Demos Package

### Live
- 2004 – Acoustic Citsuoca (EP)
- 2006 – Okonokos
- 2009 – iTunes Live from Las Vegas Exclusively at the Palms
- 2009 – Celebración de la Ciudad Natal
- 2011 – My Morning Jacket Live at 9:30 Club